# Hans Klupper
Hans Klupper (* 27. Oktober 1937 in Klagenfurt; † 24. Juni 2023) war ein österreichischer Politiker (ÖVP) und Berufsoffizier. Er war von 1982 bis 1989 Abgeordneter zum Landtag von Niederösterreich.
Klupper besuchte nach der Volks- und Hauptschule eine Handelsakademie und schloss seine Schulbildung mit der Matura ab. Er absolvierte in der Folge die Militärakademie und wurde 1959 zum Leutnant befördert. Danach war Klupper beim Österreichischen Bundesheer als Berufsoffizier beschäftigt und engagierte sich in verschiedenen gewerkschaftlichen Funktionen. Innerparteilich war Klupper als Bezirksparteiobmann aktiv, in die Lokalpolitik stieg er 1970 ein, als er zum Gemeinderat in Sommerein gewählt wurde. Zwischen 1985 und 1999 war er geschäftsführender Gemeinderat, daneben war er von 1985 bis 2008 als Präsident des Niederösterreichischen Zivilschutzverbandes aktiv. Auf Landesebene vertrat Klupper die ÖVP vom 7. Oktober 1982 bis zum 16. April 1998, wobei er ab dem 7. Juni 1993 die Funktion des Obmannstellvertreters des Finanzkontrollausschusses innehatte.